# Luxoft
Luxoft — компанія з розробки програмного забезпечення, створена 2000 року в Росії, згодом офіс перенесено до швейцарського міста Цуг. Від 2019 року є частиною DXC Technology (NYSE: DXC) зі штаб-квартирою в Ешберні, штат Вірджинія, США.

## Опис
2005 року відкрито українську філію компанії. Діяв центр розробки у Ванкувері, Канада, відкритий 2006 року.
За даними компанії, початок 2018 року більшість співробітників компанії працювали в Україні 3275 (30 %), у Росії — 1787 працівників (17 %), у Польщі — 1740, у Румунії — 1477.
За підсумками 2018 року (закінчився 31 березня 2018) російські клієнти принесли компанії $52 млн (5,8 % виторгу компанії). У Росії центри розробки компанії розміщувалися в Москві, Санкт-Петербурзі, Дубні (Підмосков'я), Нижньому Новгороді та Омську. Також компанія мала в Росії чотири навчальні центри.
3 грудня 2020 року колишній власник Luxoft Сергій Мацоцький купив «Люксофт Дубна», один із російських підрозділів компанії. У грудні 2020 року в ньому працювало 85 співробітників, а орієнтовна сума угоди склала близько $13,9 млн. 2021 року «Luxoft Дубна» змінює назву на IT_One.

### Центри розробки
- Україна — Київ, Одеса, Дніпро;
- В'єтнам — Хошимін[8];
- Румунія — Бухарест[9];
- Британія — Лондон[10];
- Польща — Краків[11].

#### Найбільші центри розробки
- Україна
- Росія
- Сербія
- Польща
- Сінгапур

Представництва:
- США: Нью-Йорк, Сієтл;
- Німеччина — Франкфурт.
- Сінгапур

Компанія є членом GENIVI Alliance.
Виторг: 2002 — $8 млн; 2003 — $14 млн; 2004 — $25 млн; 2005 — $45 млн; 2006 — $64 млн; 2007 — $106 млн, 2008 — $128 млн, 2009 — $149 млн.

## Робота в Росії
У серпні 2014 року, після початку російсько-української війни, директор компанії росіянин Дмитро Лощинін заявив, що Luxoft є не російською, а «міжнародною» компанією.
2019 року компанію купила DXC Technology за $2 млрд, на той час офіси в Україні налічували 4000 працівників. Компанією DXC Technology, як і Luxoft, продовжив керувати Дмитро Лощинін, який став віцепрезидентом компанії.
4 березня 2022 року, під час повномасштабного вторгнення російських військ до України, материнська компанія DXC Technology заявила про наміри виходу з ринку Росії, де на той момент працювало 10 тис. співробітників. Також було заявлено про передачу російської частки іншим компаніям і про передачу $330 тис. організації Червоного хреста в Україні. При цьому станом на 31 березня на офіційному сайті Luxoft було розміщено п'ять вакансій щодо віддаленої роботи з Росії.
У квітні стало відомо, що російські підрозділи компанії Luxoft було передано групі IBS, що належить росіянину Анатолію Карачинському, що був співзасновником Luxoft 2000 року. Російським програмістам із Luxoft, що працювали на закордонні проєкти, запропонували релокацію до Сербії, при цьому компанія продовжила наймати росіян на роботу. Як з'ясували журналісти Forbes Україна, деяким із розробників російської філії Luxoft пропонували продовжити працювати у тих же проєктах, перейшовши до компанії «IT_One», що належить колишньому власнику Luxoft Сергію Мацоцькому.
У квітні віцепрезидент DXC Technology та гендиректор Luxoft Дмитро Лощинін заявив, що компанія не може повністю піти з ринку РФ, але розраховує зробити це протягом кількох місяців. 25 травня було оголошено про вихід з російського ринку. У компанії заявили, що російський бізнес Luxoft передано неафілійованим компаніям і що Luxoft не має зв'язків із цим бізнесом.